# National League (Samoa)
La Samoa National League è la massima competizione calcistica di Samoa.

## Campionato 2014-2015 - Squadre
- Adidas
- BSL Vaitele Uta
- Central United
- Kiwi
- Leauvaa
- Lupe ole Soaga (Magiagi)
- Moaula Utd
- One Way Wind
- Vaimoso
- Vaipuna
- Vaitoloa
- Vaivase-tai

## Albo d'oro
- 1979:  Vaivase-tai
- 1980:  Vaivase-tai
- 1981:  Vaivase-tai e  SCOPA
- 1982:  Alafua
- 1983:  Vaivase-tai
- 1984:  Kiwi
- 1985:  Kiwi
- 1986: Sconosciuto
- 1987: Sconosciuto
- 1988: Sconosciuto
- 1989: Sconosciuto
- 1990: Sconosciuto
- 1991: Sconosciuto
- 1992: Sconosciuto
- 1993: Sconosciuto
- 1994: Sconosciuto
- 1995: Sconosciuto
- 1996: Sconosciuto
- 1997:  Kiwi
- 1998:  Vaivase-tai
- 1999:  Moata'a
- 2000:  Titavi
- 2001:  Gold Star Sogi
- 2002:  Strickland Brothers
- 2003:  Strickland Brothers
- 2004:  Strickland Brothers
- 2005:  Tuanaimoto Breeze
- 2006:  Vaivase-tai
- 2007:  Cruz Azul
- 2008:  Sinamoga
- 2009-2010:  Moaula Utd
- 2010-2011:  Kiwi
- 2011-2012:  Kiwi
- 2012-2013:  Lupe ole Soaga
- 2013-2014:  Kiwi[1]
- 2014-2015:  Lupe ole Soaga
- 2016:  Lupe ole Soaga
- 2017:  Lupe ole Soaga
- 2018:  Kiwi
- 2019:  Lupe ole Soaga
- 2020:  Lupe ole Soaga
- 2021:  Lupe ole Soaga
- 2022:  Vaivase-tai
- 2023:  Vaipuna
- 2024:  Lupe ole Soaga

### Títoli per Squadra
| Club                | Titoli | Stagioni                                             |
| ------------------- | ------ | ---------------------------------------------------- |
| Lupe ole Soaga      | 8      | 2012–13, 2014–15, 2016, 2017, 2019, 2020, 2021, 2024 |
| Kiwi                | 7      | 1984, 1985, 1997, 2010–11, 2011–12, 2013–14, 2018    |
| Vaivase-tai         | 7      | 1979, 1980, 1981, 1983, 1998, 2006, 2022             |
| Strickland Brothers | 4      | 2002, 2003, 2004, 2005                               |
| Alafua              | 1      | 1982                                                 |
| Moata'a             | 1      | 1999                                                 |
| Titavi              | 1      | 2000                                                 |
| Gold Star Sogi      | 1      | 2001                                                 |
| Cruz Azul           | 1      | 2007                                                 |
| Sinamoga            | 1      | 2008                                                 |
| Moaula Utd          | 1      | 2009–10                                              |
| SCOPA               | 1      | 1981                                                 |
| Vaipuna             | 1      | 2023                                                 |